# قانون بير-لامبرت

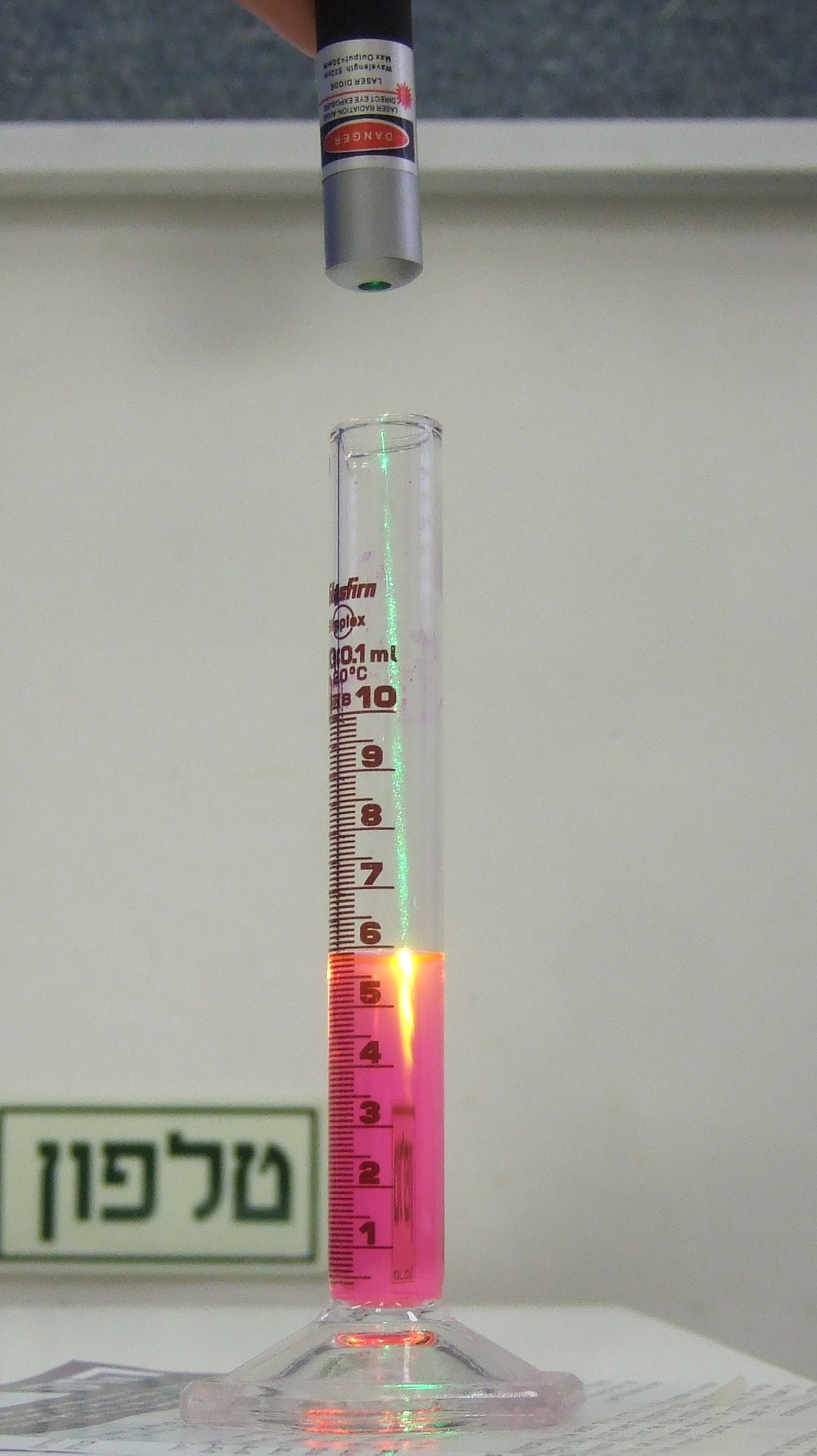

في البصريات، قانون بير لامبرت (بالإنجليزية: Beer–Lambert law)‏ أو قانون بير أو قانون بير-لامبرت-بوغير، هو علاقة تجريبية تربط امتصاص الضوء بخصائص المادة التي يعبر الضوء من خلالها.
تم اكتشاف القانون من قبل الفرنسي بيير بوغير قبل 1729. وغالبا ما يسند القانون إلى جوان لامبرت، الذي استشهد بـ«تجربة بوغير الضوئية عن توهين الضوء»  في كتابه “Photometria” في عام 1760. لاحقا قام أوغست بير بتوسيع قانون الامتصاص الأسي في عام 1852 ليتضمن تركيز المحاليل في «معامل الامتصاص».

## الصياغة
ينص القانون على وجود ارتباط لوغاريتمي بين نفاذية، T، الضوء خلال المادة وحاصل ضرب معامل امتصاص المادة، α، والمسافة التي يقطعها الضوء خلال المادة ℓ. ويمكن لمعامل الامتصاص بدوره أن يكون حاصل ضرب إما الامتصاصية المولية ε، وتركيز c للمواد الماصة في المادة، أو مساحة المقطع العرضي للامتصاص، σ، وكثافة (عدد) N جزيئات المادة الماصة.
في حالة السوائل تكتب هذه العلاقة بالشكل:
بينما تكتب في حالة الغازات، وخصوصًا بين الفيزيائيين من أجل المطيافية والطيفية الضوئية (spectrophotometry)، بالشكل التالي:
{\displaystyle T={I \over I_{0}}=e^{-\alpha '\,l}=e^{-\sigma \ell N}}
حيث I0 وI هي شدة قدرة الضوء الساقط قبل وبعد عبوره للمادة، بالترتيب.
يعبر عن النفاذية (transmission or transmissivity) بمصطلح الامتصاصية (absorbance) والذي يعرف بالنسبة للسوائل بالشكل:
{\displaystyle A=-\log _{10}\left({\frac {I}{I_{0}}}\right)}
بينما يعرّف عادة في الغازات بالشكل:
{\displaystyle A'=-\ln \left({\frac {I}{I_{0}}}\right)}
هذا يعني أن الامتصاصية تصيح بعلاقة خطية مع التركيز (أو رقم الكثافة للمواد الماصة) بحسب العلاقة:
{\displaystyle A=\varepsilon \ell c=\alpha \ell \,}
و
{\displaystyle A'=\sigma \ell N=\alpha '\ell \,}
لكلا الحالتين وبالترتيب.
وهكذا، إذا عرفت المسافة المقطوعة والامتصاصية المولية (أو مساحة مقطع الامتصاص)، وقيست الامتصاصية، يمكن استنتاج تركيز المادة (أو رقم كثافة المواد الماصة).
بالرغم من أن عدة من المعالات السابقة تستخدم كقانون بير لامبرت، إلا أن الاسم يجب أن يخص بالذات المعادلتين الأخيرتين. السبب تاريخي، وذلك لأن قانون لامبرت نص على أن الامتصاص يتناسب مع طول المسلك الضوئي، بينما نص قانون بير على أن الامتصاص يتناسب مع تركيز الجزيئات الماصة في المادة.
إذا تم التعبير عن التركيز كجزء مولي، أي بدون واحدة، فتأخذ عندها الامتصاصية المولية ε نفس واحدة معامل الامتصاص، أي مقلوب الطول cm−1. وعلى أية حال، إذا تم التعبير عن التركيز بالمول في واحدة الحجم، تستخدم من أجل الامتصاصية المولية ε واحدة L·mol−1·cm−1، وأحيانًا تحول الواحدة إلى mol−1 cm2.

## الاشتقاق
لنفترض بأننا نصف جزيئات بأن لها مساحة مقطع الامتصاص (مساحة)، σ، معامدة لطريق الضوء المسلوك خلال محلول ما، عندها يتم امتصاص فوتون من الضوء إذا اصطدم بإحدى الجزيئات، أو ينفذ إذا لم يصطدم.
dz
نعرف z كمحور موازي لاتجاه تحرك فوتونات الضوء، وA المساحة، وdz سماكة (على طول المحور z) الشريحة ثلاثية الأبعاد من مسلك الضوء. سنفترض أن dz صغيرة جدًا بحيث أن لا يحجب أي جسيم جسيمًا آخر عند النظر باتجاه المحور z. ويكون تركيز الجسيمات في الشريحة ممثلا بـ N.
إن جزء الفوتونات الممتصة أثناء عبورها من هذه الشريحة يكون مساويًا لمساحة العتامة الكلية للجسيمات في الشريحة σAN dz، مقسومة على مساحة الشريحة A، فينتج σN dz. إذا كتبنا عدد الفوتونات الممتصة في الشريحة dIz، والعدد الكلي للفوتونات الساقطة على الشريحة Iz، تعطى عندها كمية الفوتونات الممتصة في الشريحة بالصيغة:
{\displaystyle {\frac {dI_{z}}{I_{z}}}=-\sigma N\,dz.}
يمكن الحصول على حل هذه المعادلة التفاضلية البسيطة بمكاملة الطرفين للحصول على Iz كتابع لـ z:
{\displaystyle \ln(I_{z})=-\sigma Nz+C.\,}
اختلاف الشدة في الشريحة من أجل السماكة الحقيقية ℓ هو I0 عند z = 0، وI1 عند z = ℓ. باستخدام المعادلة السابقة، يكتب الفرق في الشدة كما يلي:
{\displaystyle \ln(I_{0})-\ln(I_{\ell })=(-\sigma 0N+C)-(-\sigma \ell N+C)=\sigma \ell N\,}
بإعادة ترتيب المعادلة تصبح بالشكل:
{\displaystyle \ T={\frac {I_{1}}{I_{0}}}=e^{-\sigma \ell N}=e^{-\alpha '\ell }.}
وهذا يعني أن:
{\displaystyle A'=-\ln \left({\frac {I_{1}}{I_{0}}}\right)=\alpha '\ell =\sigma \ell N\,}
و
{\displaystyle A=-\log _{10}\left({\frac {I_{1}}{I_{0}}}\right)={\frac {\alpha '\ell }{2.30}}=\alpha \ell =\varepsilon \ell c\,}
من الضروري اعتبار الاخطاء في الافتراض الموجود في هذا الاشتقاق، وخصوصًا بأن كل جسيم ماص يتصرف بشكل منفصل مع الضوء. يحدث الخطأ عندما تتوضع الجسيمات على طول المسلك الضوئي بحيث تصبح الجسيمات مختبئة ومحجوبة بالجسيمات الأخرى. يقترب الافتراض من الصحة فقط في بعض المحاليل الممددة، ويصبح غير دقيق مع زيادة تركيز المحاليل، أو بزيادة طول المسلك الضوئي.
ومن الناحية العملية، فإن دقة الافتراض هو أفضل من دقة معظم القياسات المطيافية حتى قيمة امتصاصية مساوية 1 (أو: {\displaystyle {I_{1}}/{I_{0}}=0.1}) وبتقريب جيد، فقياسات الامتصاصية في هذا المجال تكون على علاقة خطية مع تركيز المواد الماصة في المحلول. عند قيم كبيرة للامتصاصية، ستقل قيمة التركيز المقدرة بسبب تأثير حجب الجزيئات مالم يتم تطبيق عرقة غير خطية بين الامتصاصية والتركيز.

## شروط القانون
يوجد على الأقل خمسة شروط يجب توفيرها لنتمكن من تطبيق قانون بير، وهي:
1. يجب على المواد الماصة في المحلول أن تكون منفصلة عن بعضها.
2. يجب أن يكون وسط الامتصاص موزعا بتجانس في الحجم الكلي ويجب أن لا تبعثر الإشعاع.
3. يجب على الإشعاع الساقط أن يتألف من أشعة متوازية، كل منها تقطع نفس المسافة في الوسط الماص.
4. يجب على الضوء الساقط أن يكون أحادي اللون، أو أن يكون على الأقل ذو عرض أضيق من الوسط الماص.
5. يجب على التدفق الساقط أن لا يؤثر على الذرات أو الجزيئات، يجب أن يكون فقط لسبر الجسيمات المدروسة. وبشكل خاص، يجب على الضوء المستخدم أن لا يسبب أو إشباع ضوئي (optical saturation) أو ضخ ضوئي (optical pumping)، لأن هذا سيستنزف الإشعاع وقد يرفع من الإصدار المحفز.

إذا أخل بأي من هذه الشروط، سيكون هناك انحراف عن قانون بير.

## اقرأ أيضا
- مقطع تصادم (فيزياء)
- امتصاص (إشعاع كهرومغناطيسي)
- تأثير كومبتون
- نفاذية (علم البصريات)
- توهين
- طيف امتصاص
- حيود